# Слов'янська епопея

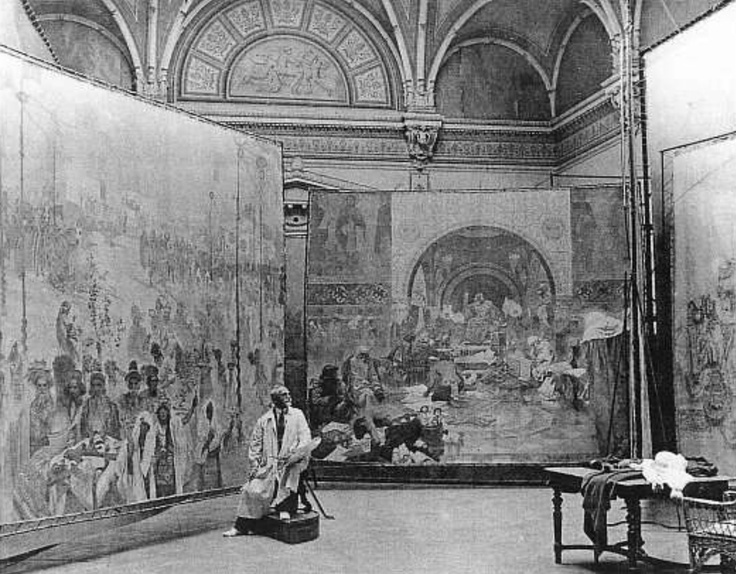
Альфонс Муха працює над «Слов'янською епопеєю», 1920

Слов'янська епопея — серія з 20 полотен чеського художника Альфонса Мухи, написана на початку XX століття і перейнята духом слов'янської єдності. Кожне полотно відображає значущі з точки зору автора події з життя слов'янського народу. Величина картин була значна: 6 на 8 метрів. Профінансував цей грандіозний проект американський мільйонер Чарльз Річард Крейн. Коли в 1928 робота була закінчена, всі картини були передані Празі.

## Список
1. Слов'яни на споконвічній Батьківщині (чеськ. Slované v pravlasti, 1912)
2. Свято Святовита на острові Руга (чеськ. Slavnost Svantovítova, 1912)
3. Введення слов'янської літургії (чеськ. Zavedení slovanské liturgie, 1912)
4. Болгарський цар Симеон I Великий (чеськ. Car Simeon, 1923)
5. Король Пржемисл Отакар II (чеськ. Král Přemysl Otakar II, 1924)
6. Коронування царя Стефана Душана (чеськ. Korunovace cara Štěpána Dušana, 1923)
7. Ян Міліч (чеськ. Milíč z Kroměříže, 1916)
8. Проповідь магістра Яна Гуса в Віфлеємській капелі (чеськ. Kázání Mistra Jana Husa v kapli Betlémské, 1916)
9. Зустріч в Кржіжках (чеськ. Schůzka na Křížkách, 1916)
10. Після Грюнвальдської битви (чеськ. Po bitvě u Grunwaldu, 1924)
11. Після битви на Вітковій горі (чеськ. Po bitvě na Vítkově, 1923)
12. Петро Хельчицький (чеськ. Petr Chelčický, 1918)
13. Гуситський король Їржі з Подебрад (чеськ. Jiří z Poděbrad a z Kunštátu, 1923)
14. Міклош Зріньї захищає Сігет від турків (чеськ. Szigetu proti Turkům Mikulášem Zrinským, 1914)
15. Друкування Кралицької Біблії в Іванчицях (чеськ. Bratrská škola v Ivančicích, 1914)
16. Ян Амос Коменський (чеськ. Jan Amos Komenský, 1918)
17. Гора Афон (чеськ. Mont Athos, 1926)
18. Присяга чеського товариства Омладіна під слов'янською липою (чеськ. Přísaha Omladiny pod slovanskou lípou, 1926)
19. Скасування кріпосного права на Русі (чеськ. Zrušení nevolnictví na Rusi, 1914)
20. Апофеоз історії Слов'янства (чеськ. Apoteóza z dějin Slovanstva, 1926)

## Галерея

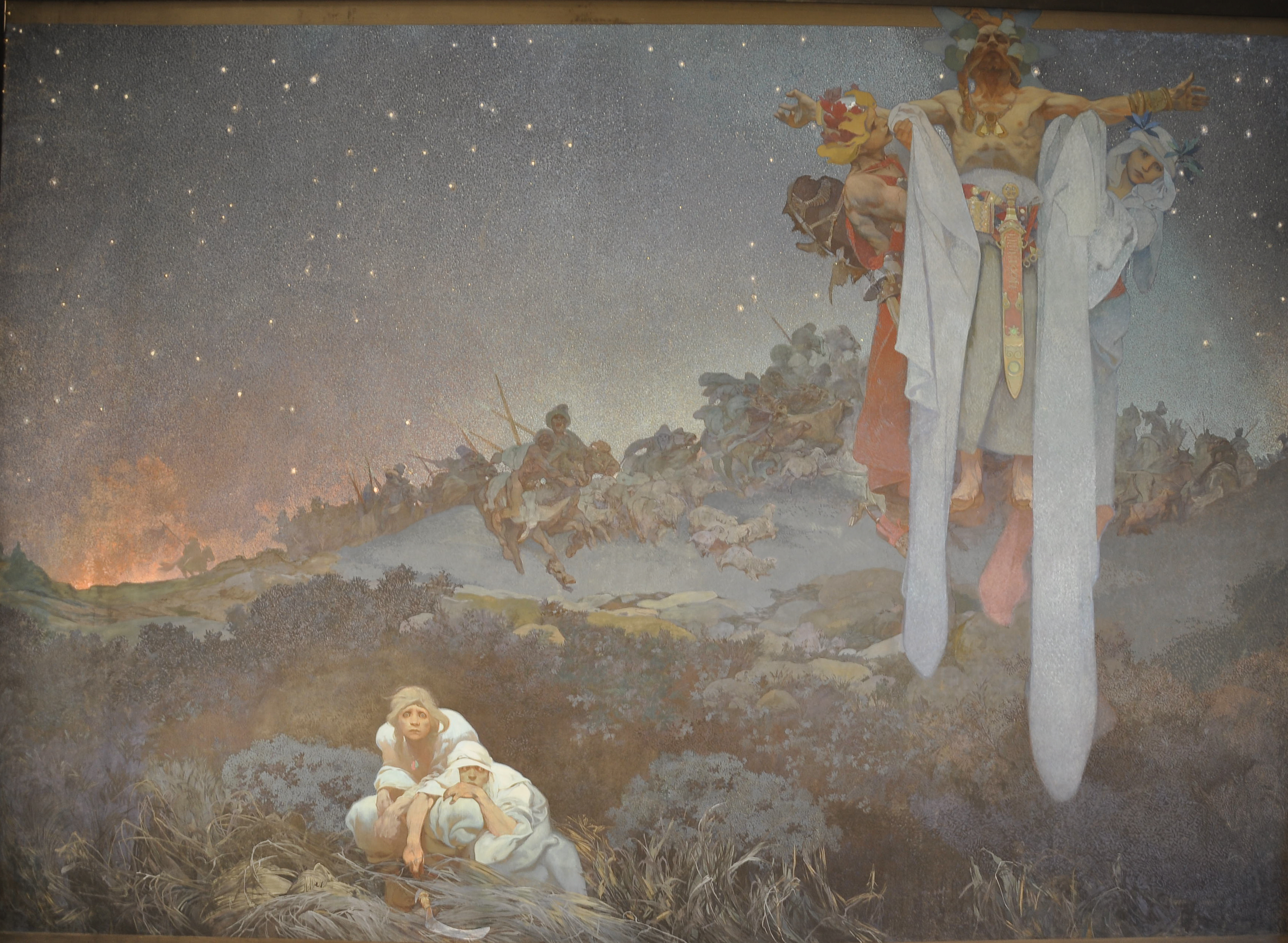
Слов'яни на споконвічній Батьківщині
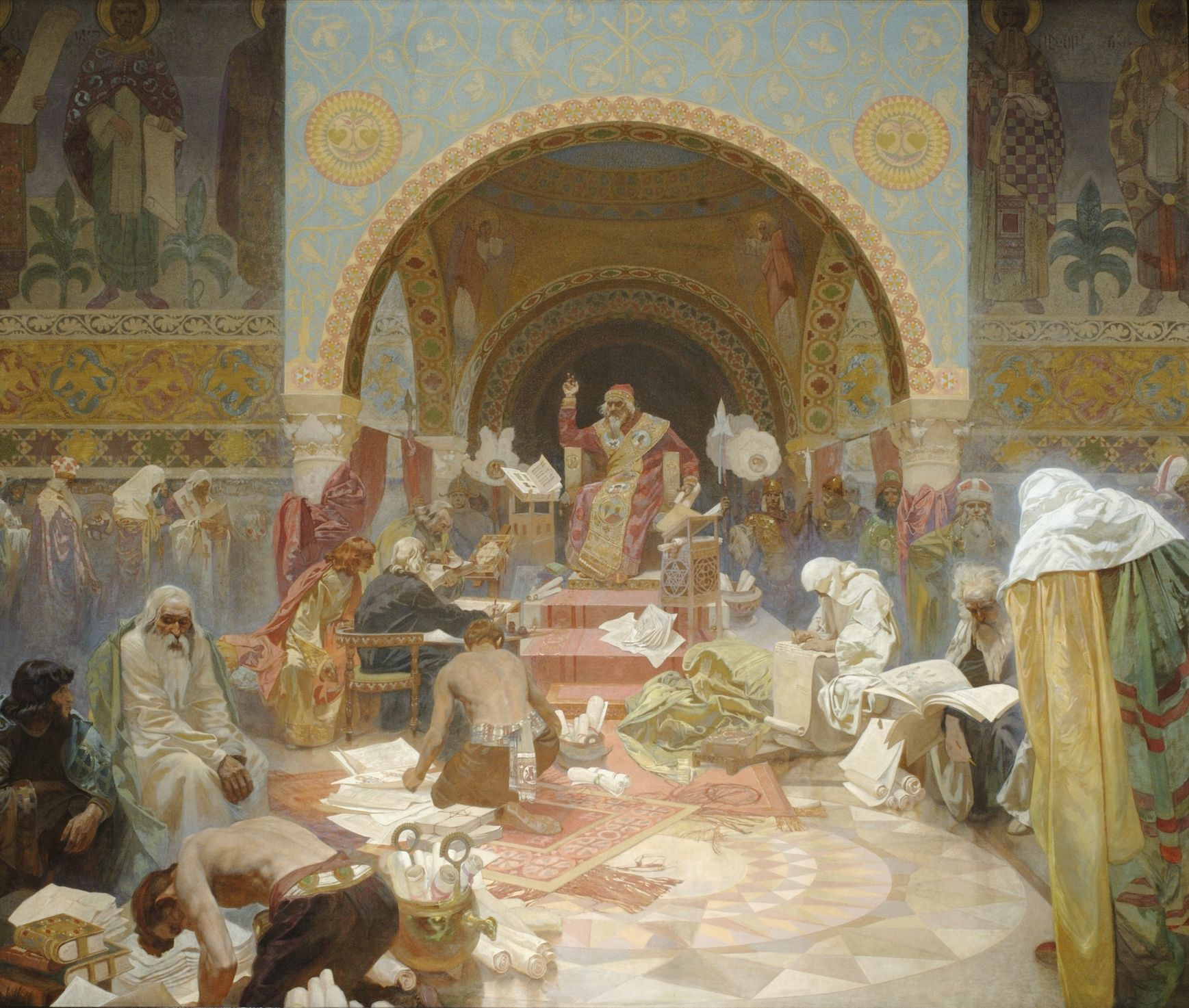
Болгарський Цар Симеон I Великий
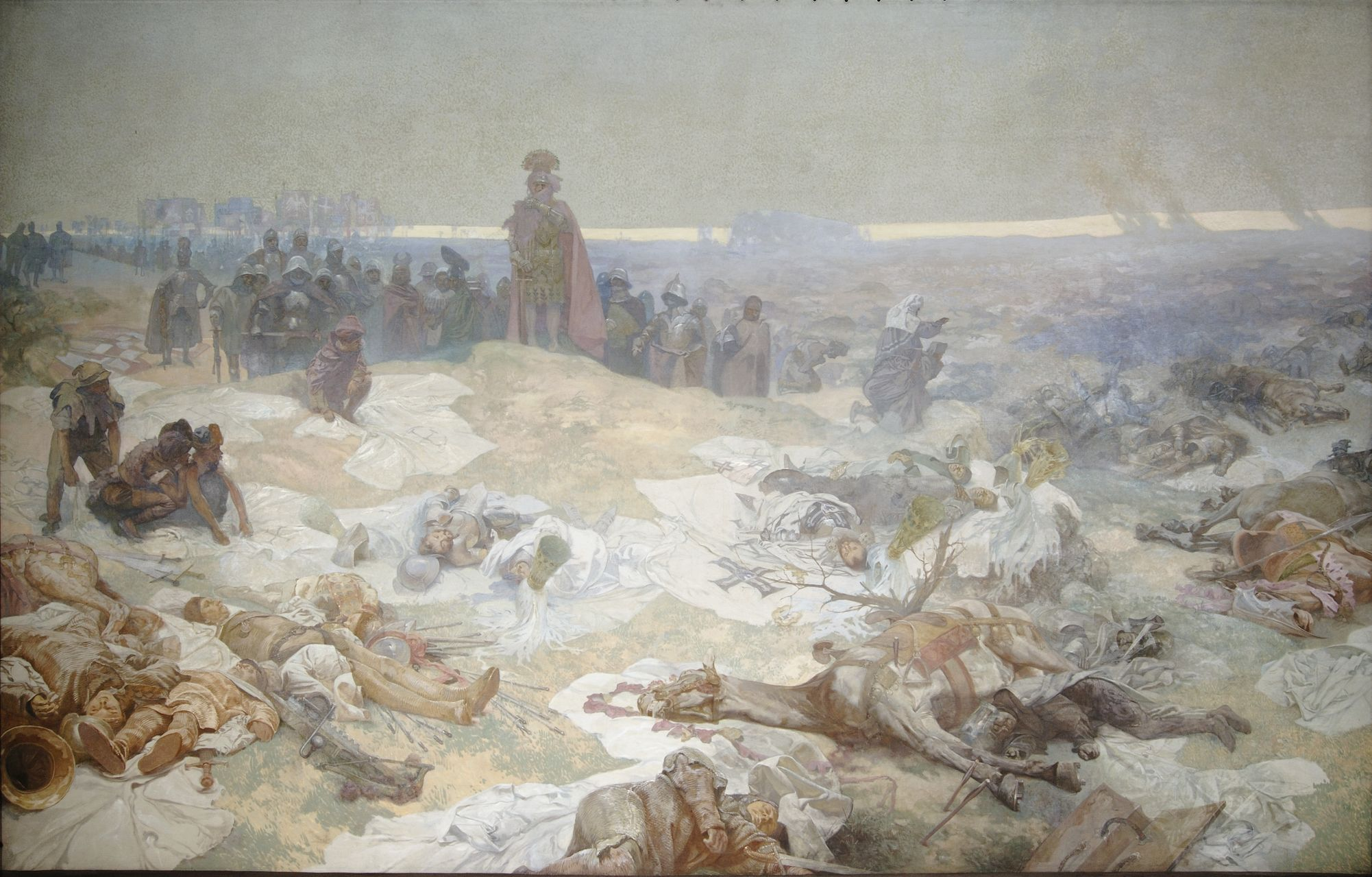
Після Грюнвальдської битви
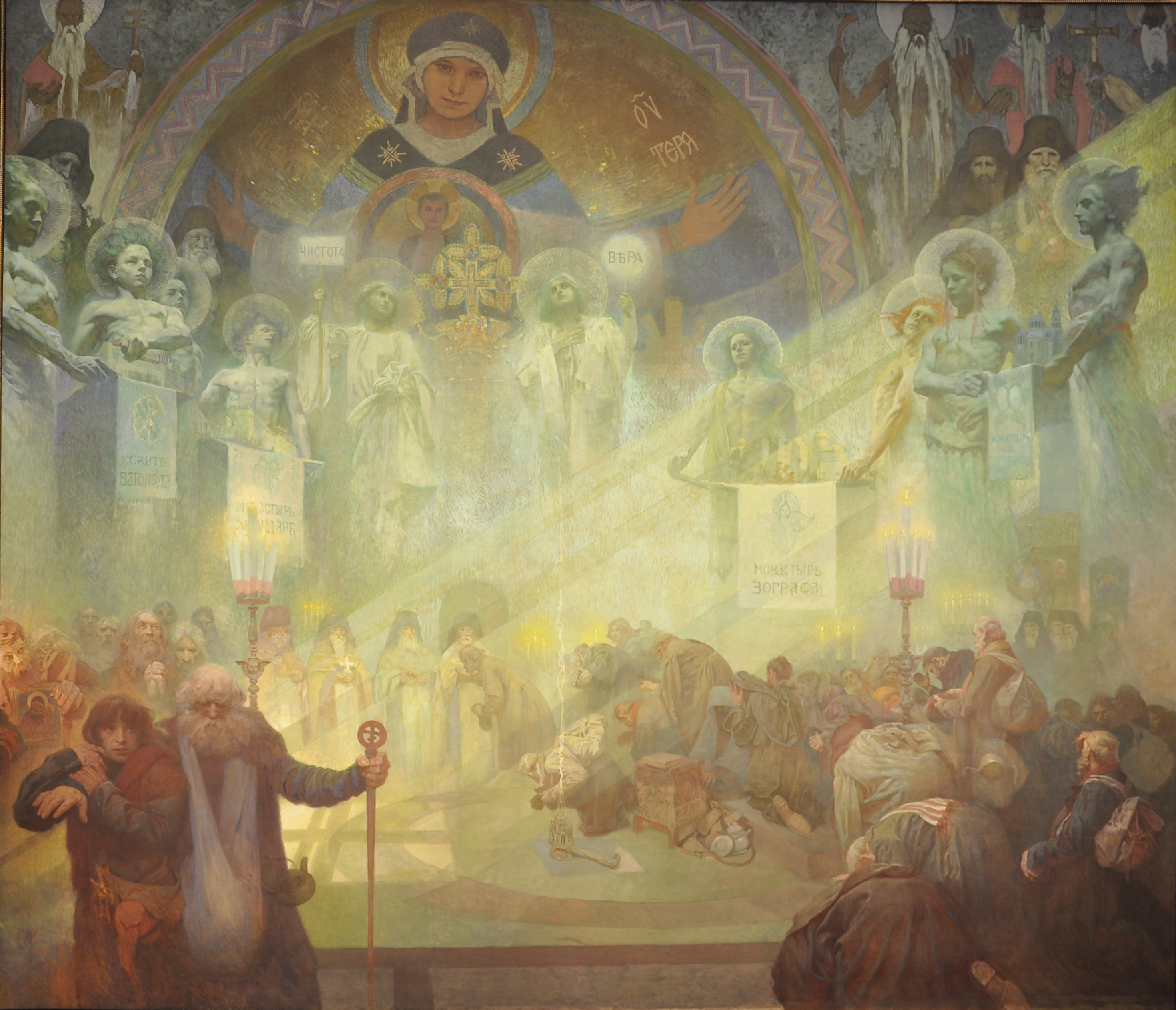
Свята Гора Афон
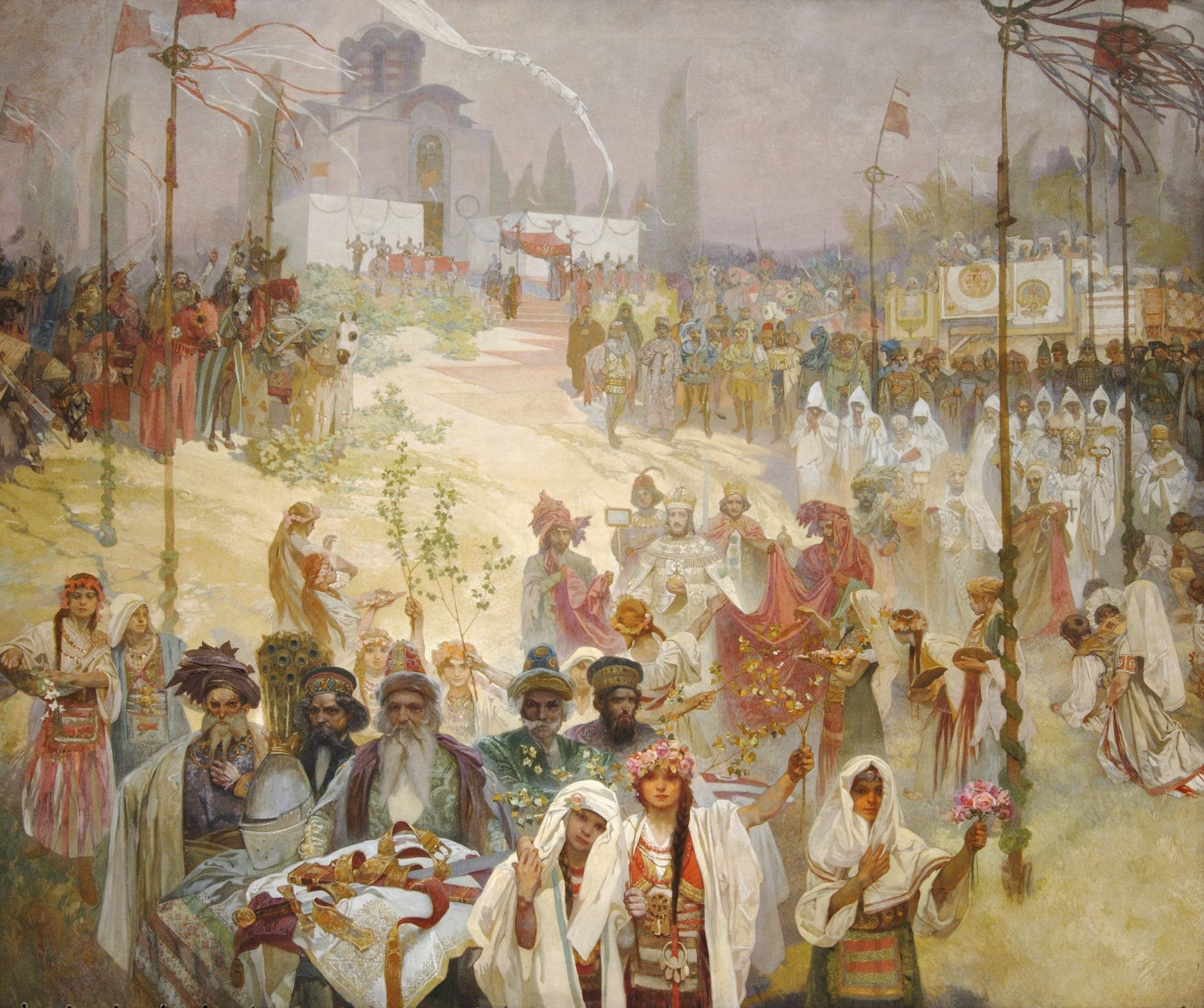
Коронація сербського царя Стефана Уроша IV Душана як імператора Східної Римської імперії
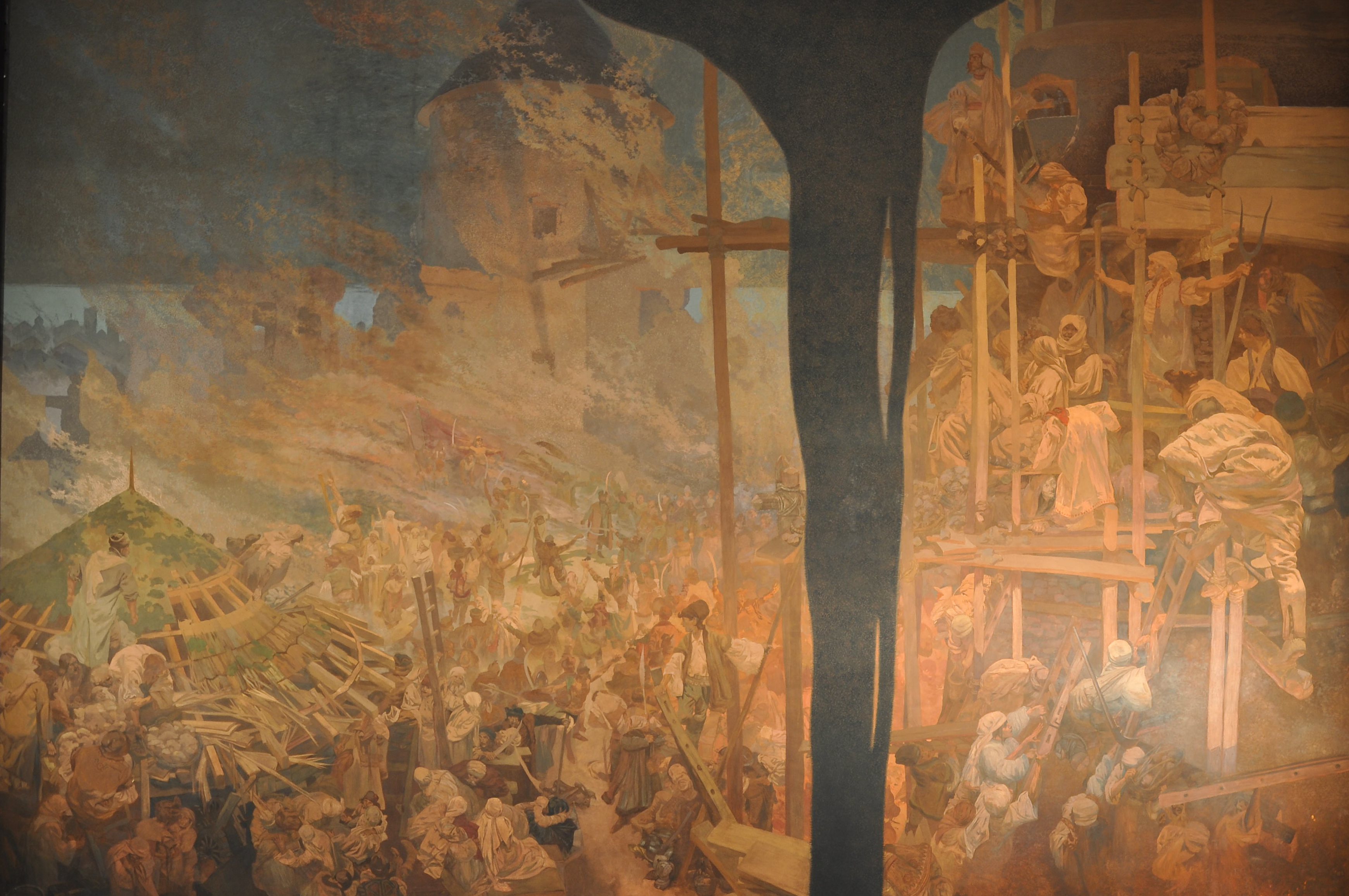
Міклош Зріньї захищає Сігет від турків (чеськ. Szigetu proti Turkům Mikulášem Zrinským, 1914)
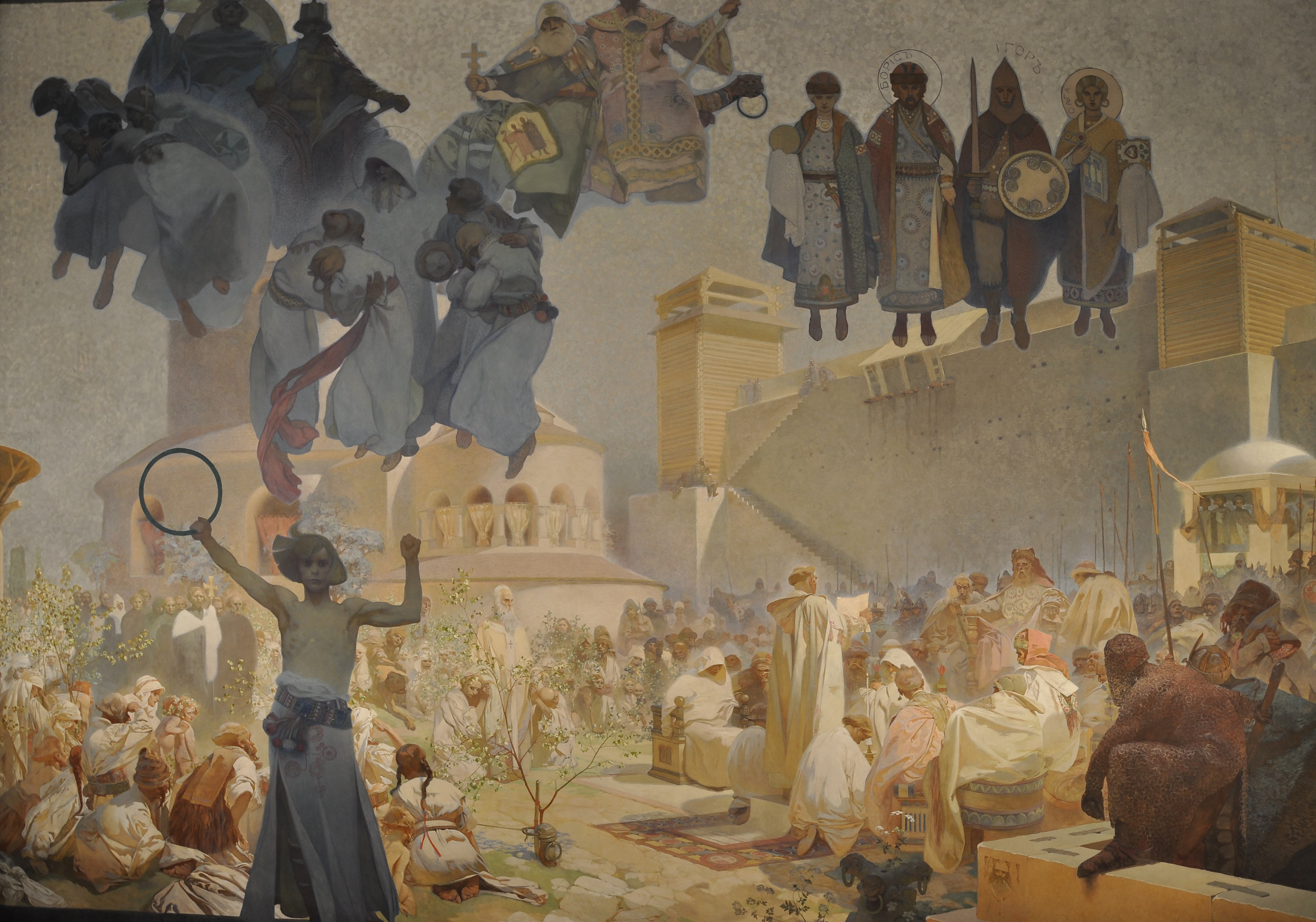
Введення слов'янської літургії (чеськ. Zavedení slovanské liturgie, 1912)
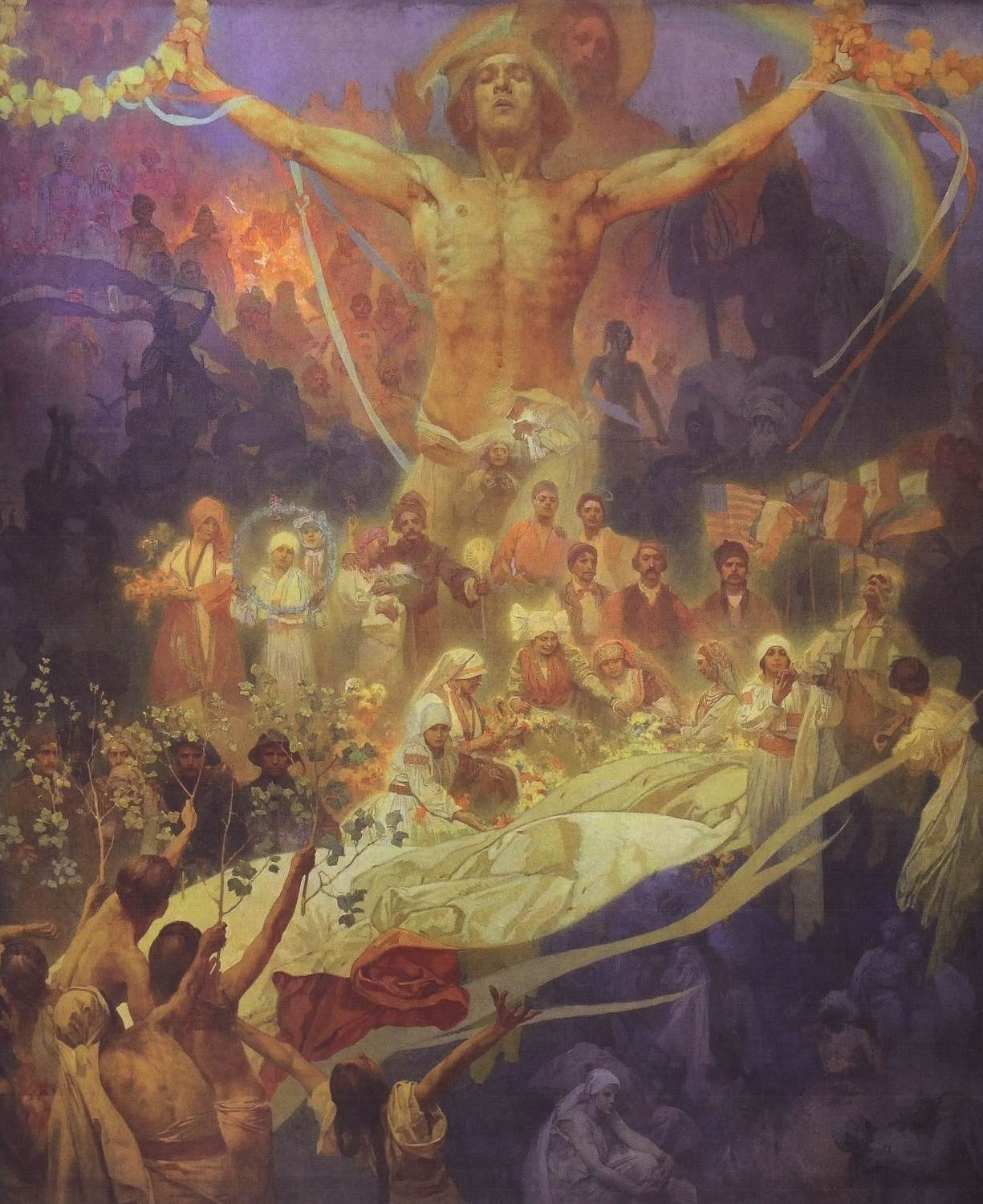
Апофеоз історії Слов'янства (чеськ. Apoteóza z dějin Slovanstva, 1926)
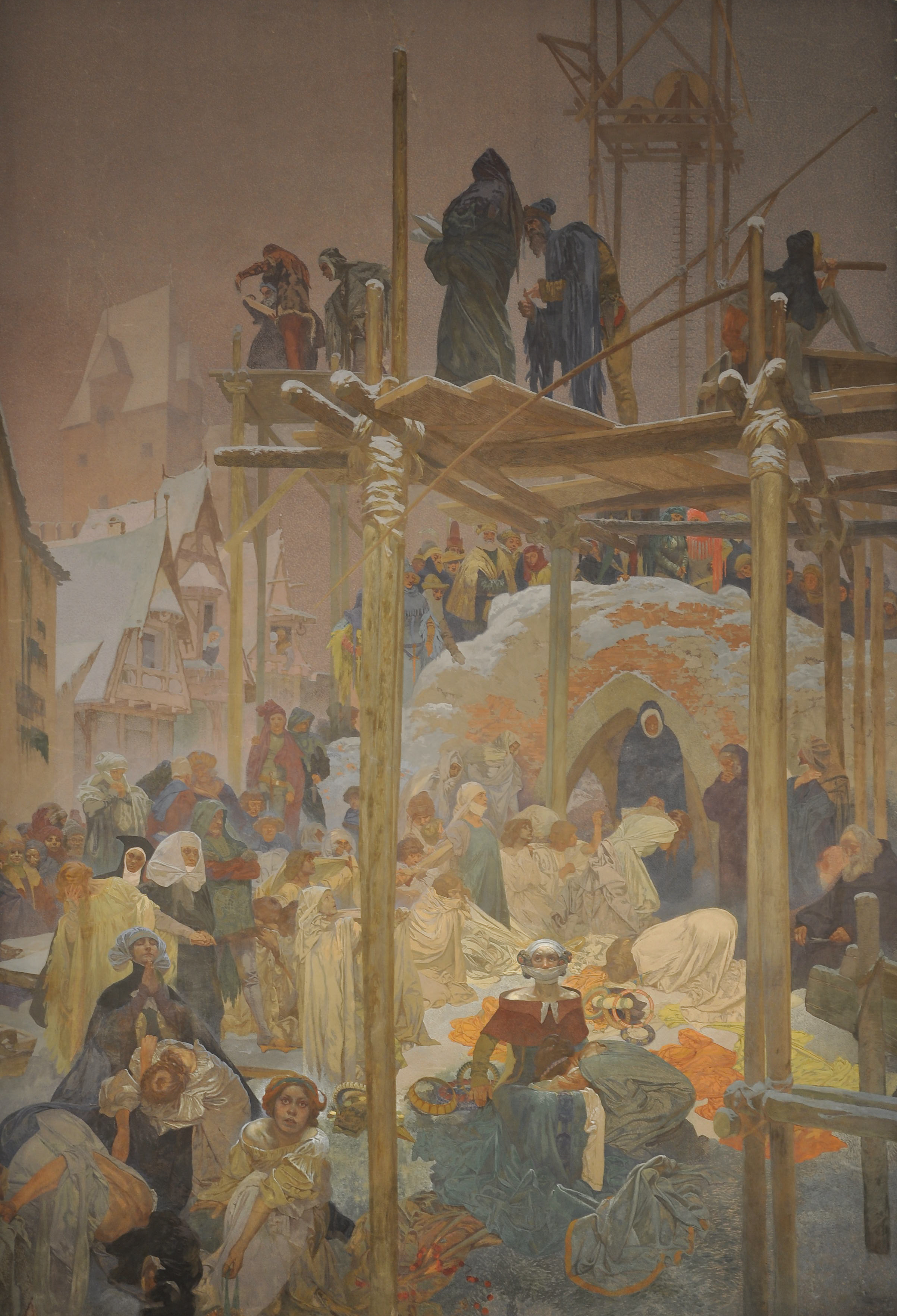
Ян Міліч из Кромержижа[ru] (чеськ. Milíč z Kroměříže, 1916)
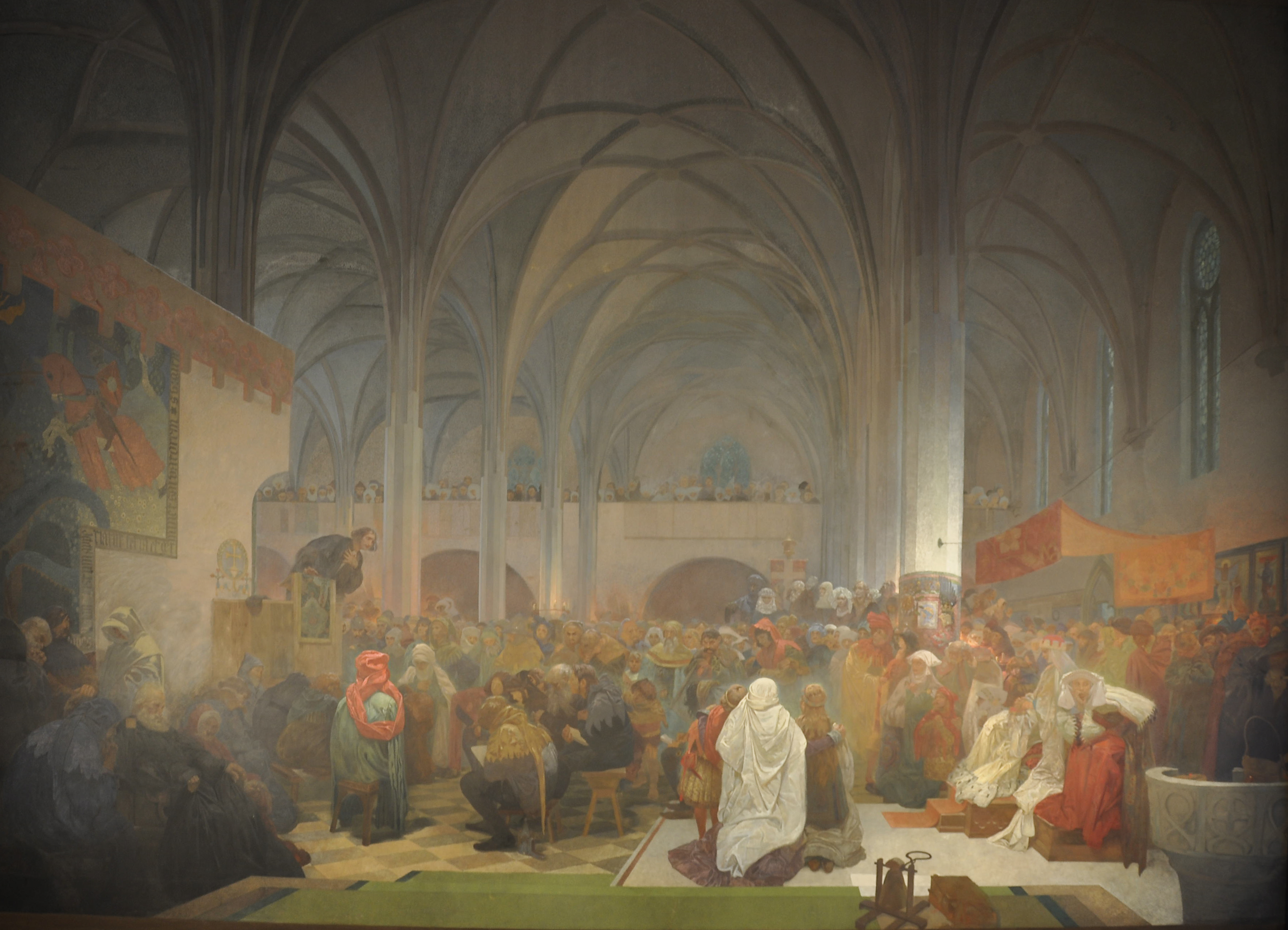
Проповідь магістра Яна Гуса в Віфлеємській капелі (чеськ. Kázání Mistra Jana Husa v kapli Betlémské, 1916)
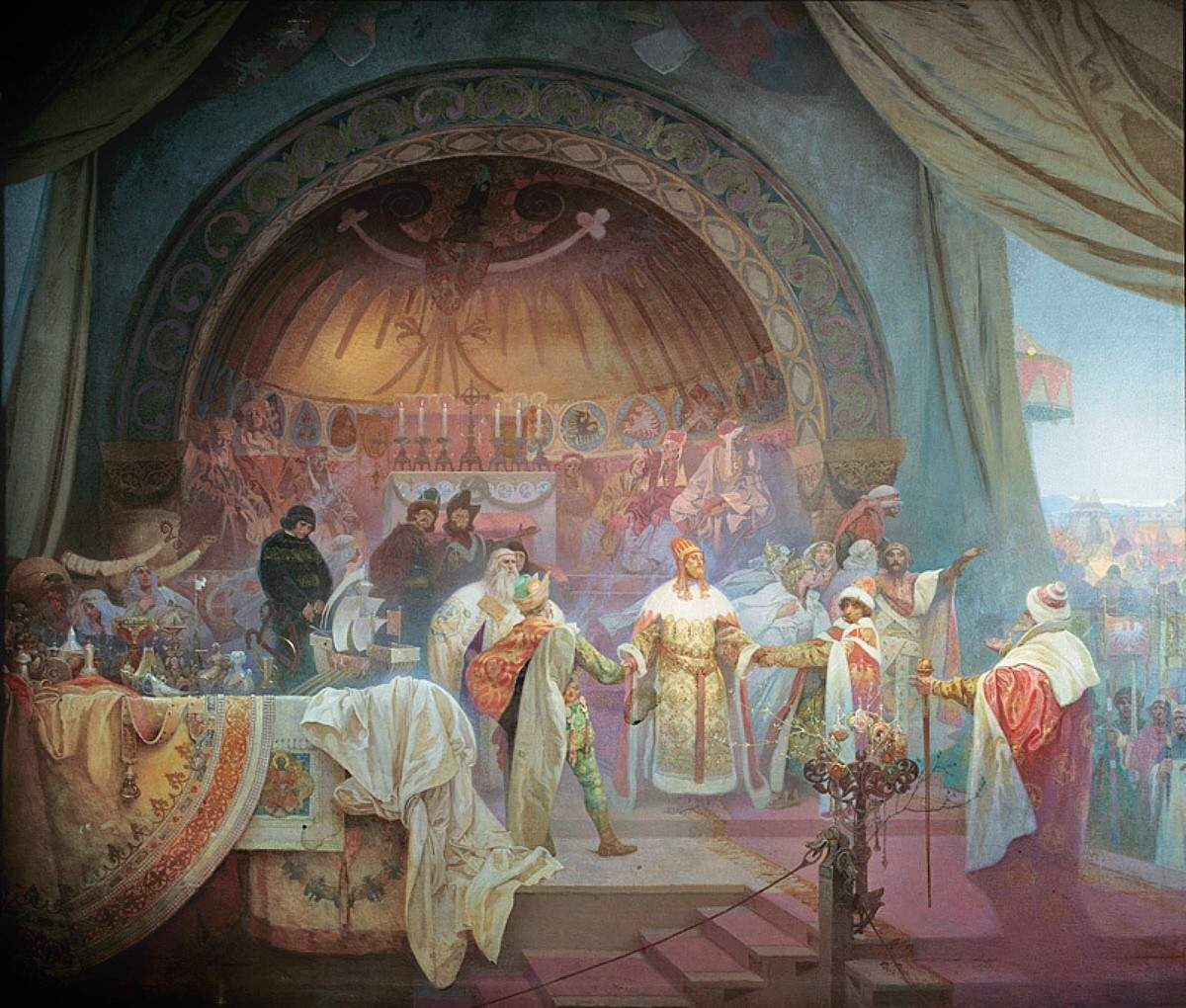
Чеський король Пржемисл Отакар II (чеськ. Král Přemysl Otakar II, 1924)
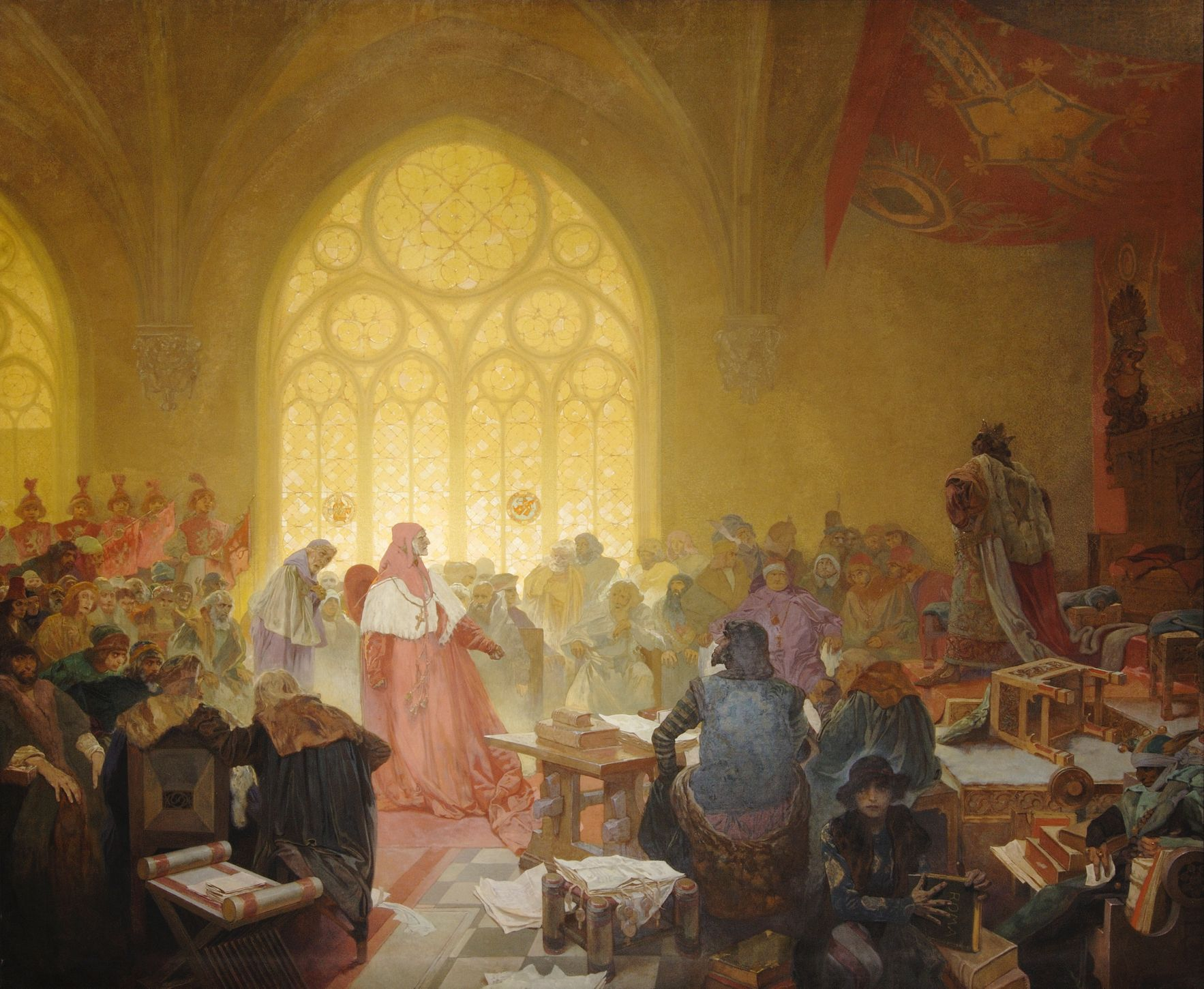
Гуситський король Їржі з Подебрад (чеськ. Jiří z Poděbrad a z Kunštátu, 1923)
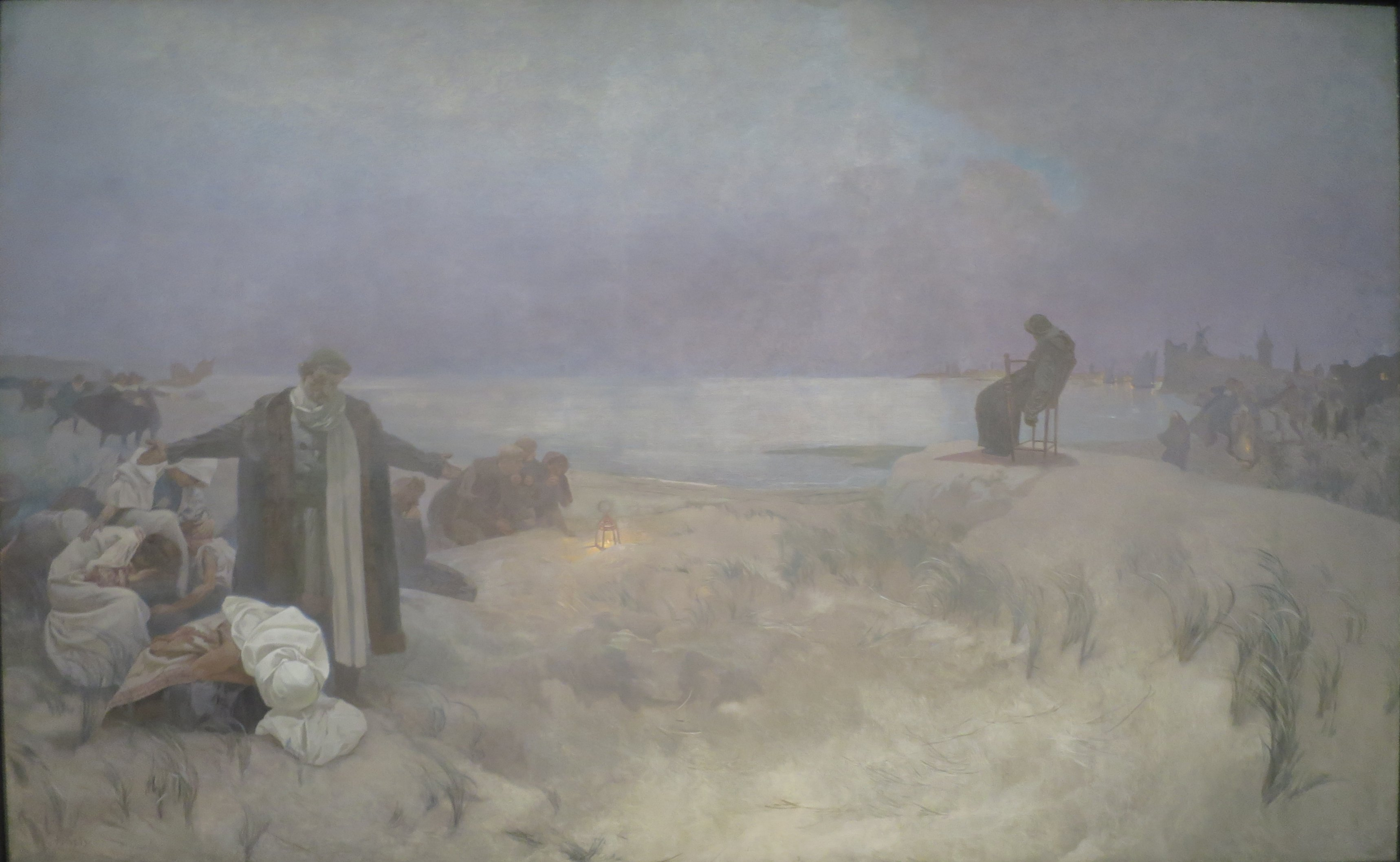
Ян Амос Коменський (чеськ. Jan Amos Komenský, 1918)
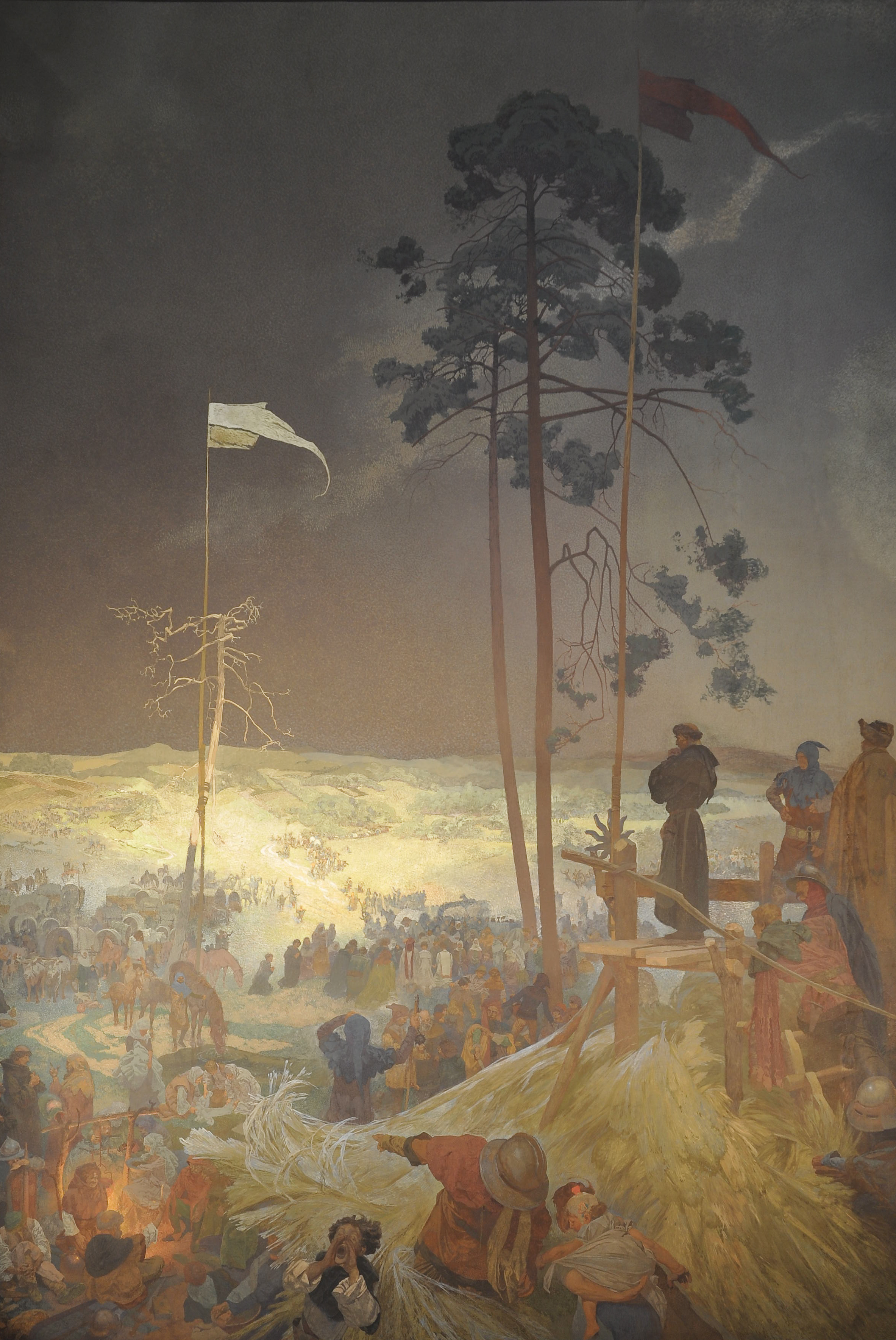
Зустріч в Кржіжках (чеськ. Schůzka na Křížkách, 1916)
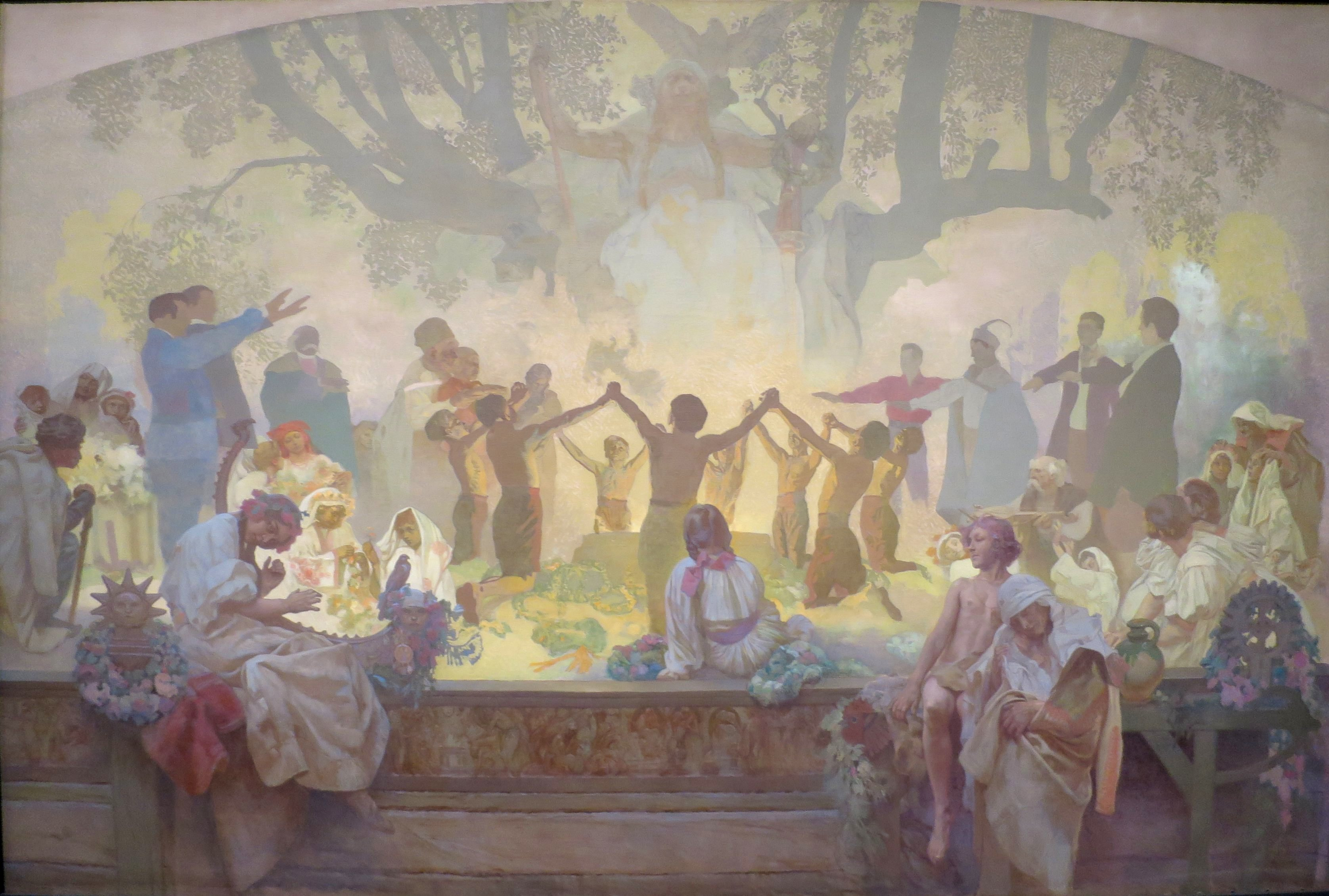
Присяга чеського суспільства Омладіна під слов'янською липою (чеськ. Přísaha Omladiny pod slovanskou lípou, 1926)
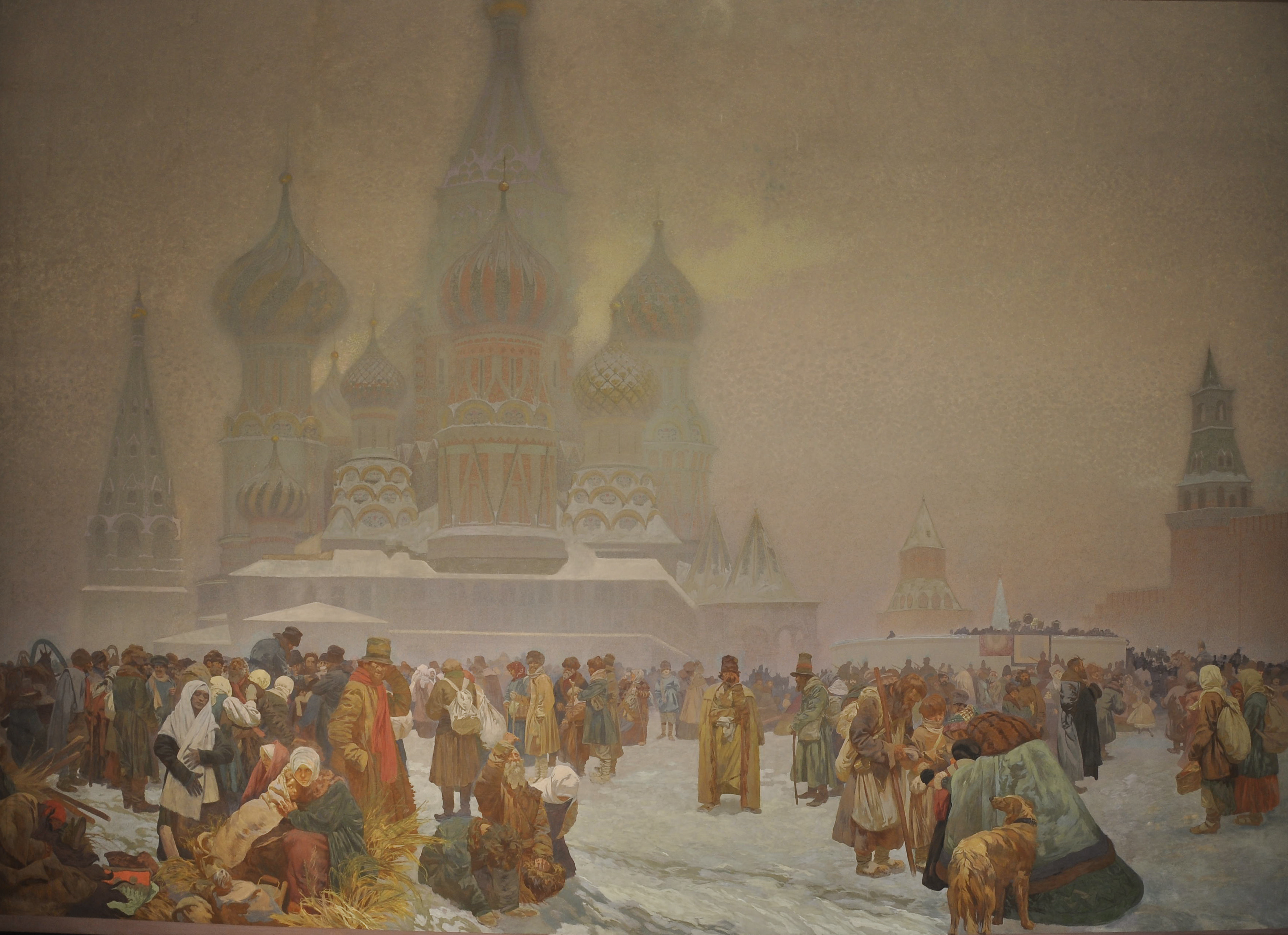
Скасування кріпосного права на Русі (чеськ. Zrušení nevolnictví na Rusi, 1914)
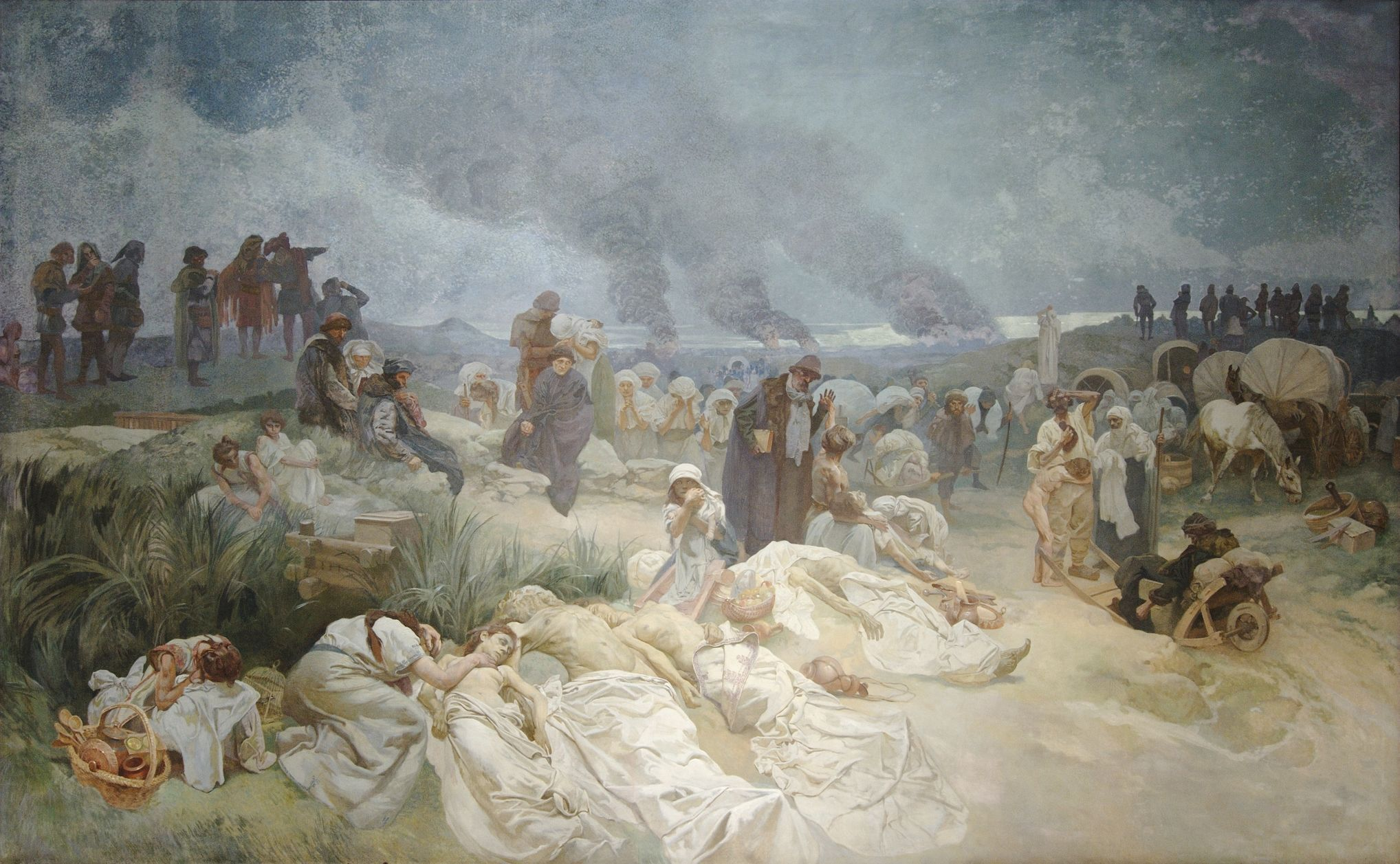
Петро Хельчицький (чеськ. Petr Chelčický, 1918)
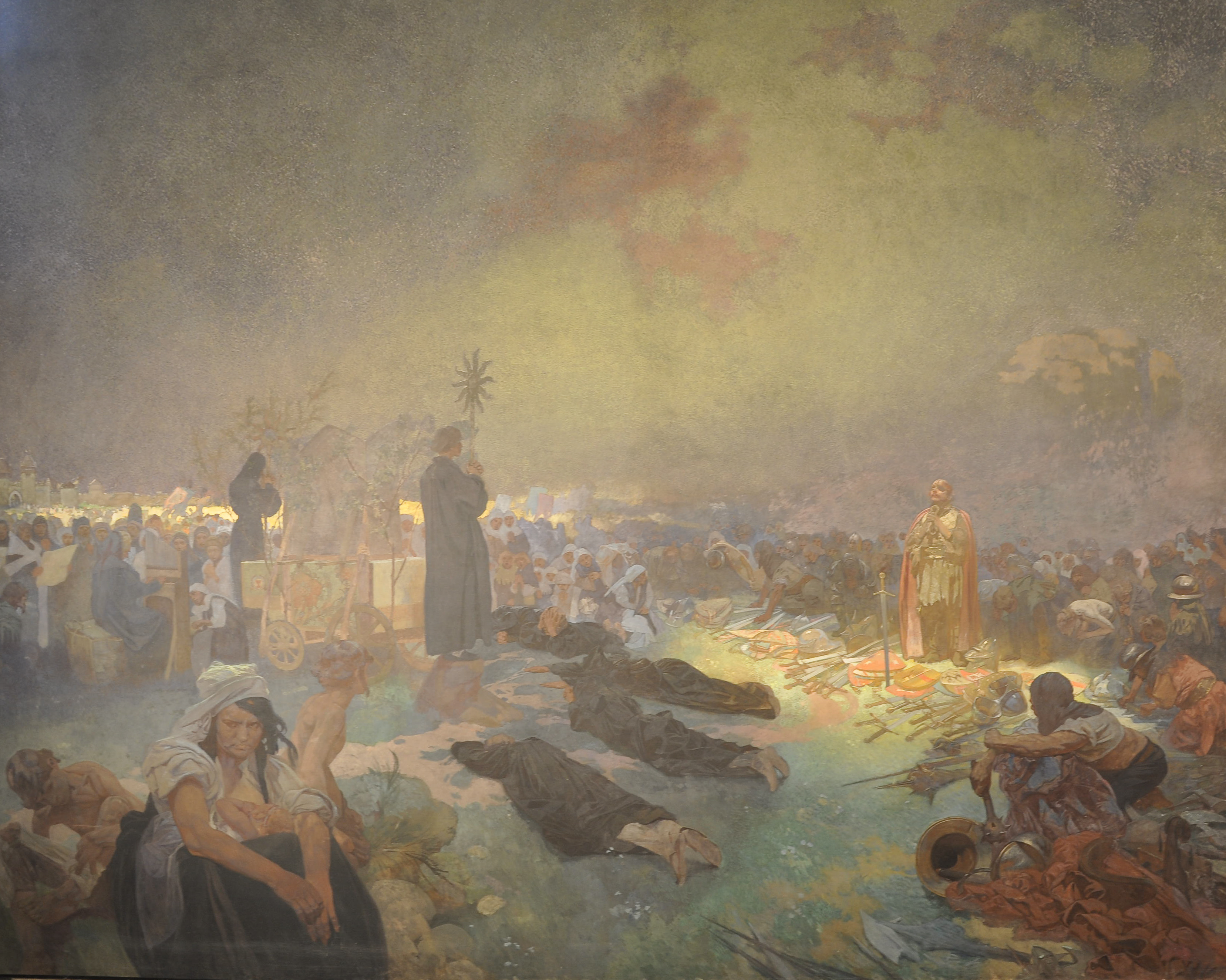
Після битви на Вітковій горі (чеськ. Po bitvě na Vítkově, 1923)
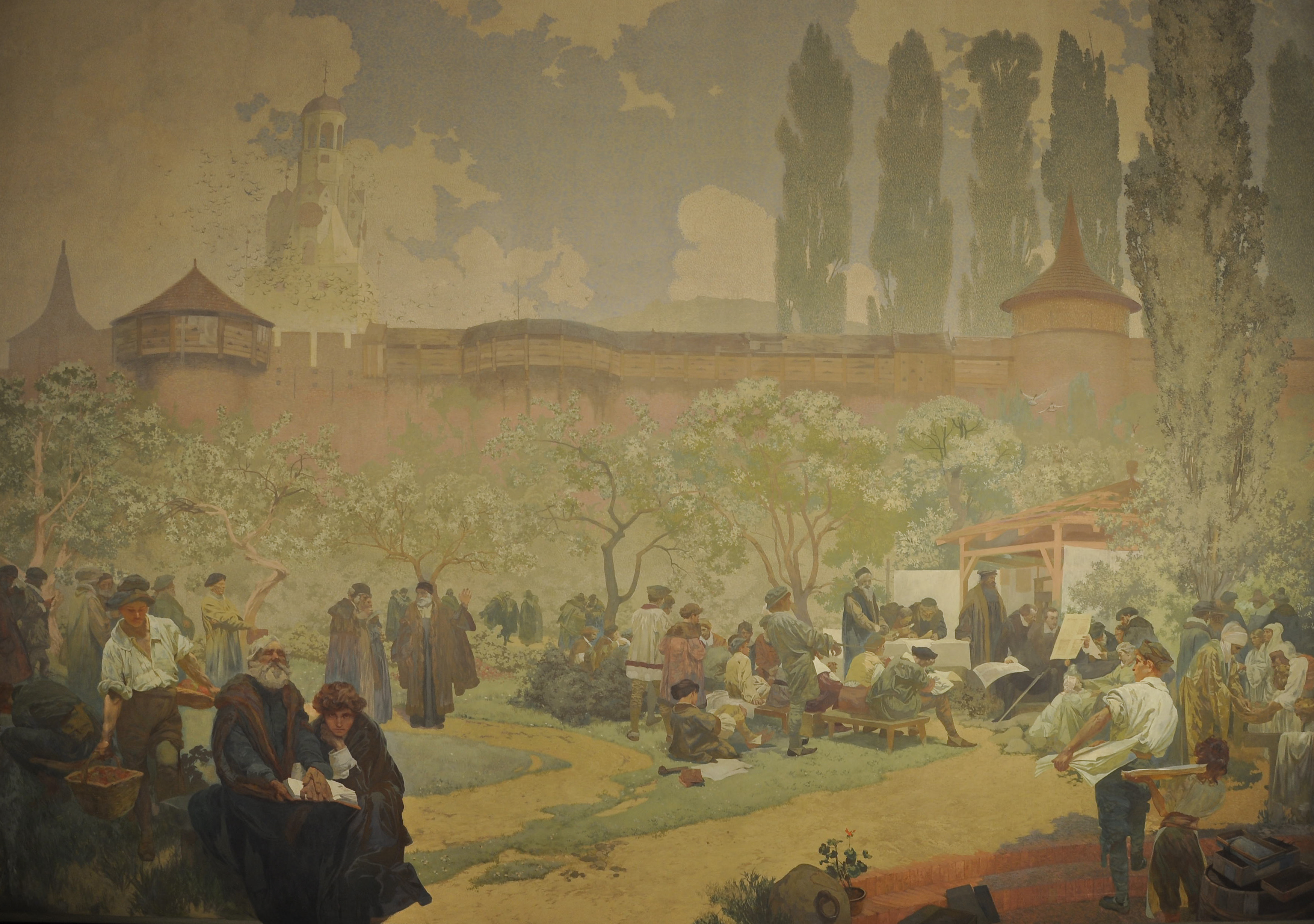
Друкування Кралицької Біблії в Іванчицях (чеськ. Bratrská škola v Ivančicích, 1914)